# Aeroporto de Codó
O Aeroporto Itapicuru/Codó situa-se a cerca de 1 quilômetro do Centro maranhense de Codó. A pista do aeroporto possui cerca de 1475 metros de extensão, 29 metros de largura e uma superfície de asfalto. Sua pista é muito utilizada para treinos de arrancada, motociclismo e aeromodelismo.